# Mistrzostwa Świata w Badmintonie 2013
20. Mistrzostwa świata w badmintonie odbyły się w dniach 5-11 sierpnia 2013 roku w Kantonie.

## Końcowa klasyfikacja medalowa
| Miejsce | Państwo          | Złoto | Srebro | Brąz | Razem |
| ------- | ---------------- | ----- | ------ | ---- | ----- |
| 1       | Chiny            | 2     | 2      | 4    | 8     |
| 2       | Indonezja        | 2     | 0      | 0    | 2     |
| 3       | Tajlandia        | 1     | 0      | 0    | 1     |
| 4       | Korea Południowa | 0     | 1      | 3    | 4     |
| 5       | Dania            | 0     | 1      | 1    | 2     |
| 6       | Wietnam          | 0     | 0      | 1    | 1     |

## Medaliści
| Konkurencja:                      | Złoto:                         | Srebro:                      | Brąz:                                                         |
| gra pojedyncza mężczyzn szczegóły | Lin Dan                        | Lee Chong-Wei                | Nguyễn Tiến Minh Du Pengyu                                    |
| gra pojedyncza kobiet szczegóły   | Ratchanok Inthanon             | Li Xuerui                    | Bae Youn-joo Pusarla Venkata Sindhu                           |
| gra podwójna mężczyzn szczegóły   | Hendra Setiawan Mohammad Ahsan | Mathias Boe Carsten Mogensen | Cai Yun Fu Haifeng Kim Ki-jung Kim Sa-rang                    |
| gra podwójna kobiet szczegóły     | Wang Xiaoli Yu Yang            | Eom Hye-won Jang Ye-na       | Tian Qing Zhao Yunlei Christinna Pedersen Kamilla Rytter Juhl |
| gra mieszana szczegóły            | Tontowi Ahmad Lilyana Natsir   | Xu Chen Ma Jin               | Shin Baek-cheol Eom Hye-won Zhang Nan Zhao Yunlei             |